# 石井泰之助
石井 泰之助（いしい やすのすけ、1927年5月21日 - 2004年4月3日）は、日本の経営者。三井造船社長を務めた。岡山県岡山市出身。

## 経歴・人物
1950年に東京大学工学部機械学科を卒業し、同年に三井造船に入社。1979年6月に取締役に就任し、1982年6月に常務、1984年6月に専務を経て、1988年6月に社長に就任。1993年6月には会長に就任し、1996年6月には相談役に就任。
2004年4月3日、心室性不整脈のために死去。76歳没。